# Кан
Кан (фр. Cannes) град је у Француској у региону Приморски Алпи који се налази западно од ушћа реке Вар и југозападно од Нице на Азурној обали. Град има 70.200 становника (по попису из 2006).

## Историја
Од средњег века, па све до 19. века Кан је био рибарско село. У 19. веку француски и страни богаташи саградили су овде викендице, тако да је ово и данас место састајања богатих.

## Географија
У његовом заливу је уређена једна од најлуксузнијих лука за јахте у Француској, заштићена не само од ветрова с копна, него и са мора, јер се испред ње, на пучини, испречује острво Лерин. Можда је највећа вредност Кана његова плажа „Ла Кроазет“, дуга 2 km, а широка око 20 m, састављена од финог порфиричног песка. Недалека плажа „Ла Напул“ је много већих димензија: дуга је 12 km и широка 30 m. Са овим двема плажама посутим црвенкастим песком мало која медитеранска плажа може да се пореди.

## Култура
Кан је познат по филмском фестивалу, који је први пут одржан 1946. године.

## Географија

### Клима
| Клима (Кан)                | Клима (Кан)  | Клима (Кан)  | Клима (Кан)  | Клима (Кан)  | Клима (Кан) | Клима (Кан)  | Клима (Кан) | Клима (Кан)  | Клима (Кан)  | Клима (Кан)   | Клима (Кан)   | Клима (Кан) | Клима (Кан)    |
| Показатељ \ Месец          | .Јан.        | .Феб.        | .Мар.        | .Апр.        | .Мај.       | .Јун.        | .Јул.       | .Авг.        | .Сеп.        | .Окт.         | .Нов.         | .Дец.       | .Год.          |
| -------------------------- | ------------ | ------------ | ------------ | ------------ | ----------- | ------------ | ----------- | ------------ | ------------ | ------------- | ------------- | ----------- | -------------- |
| Средњи максимум, °C (°F)   | 12,6 (54,7)  | 13,2 (55,8)  | 14,8 (58,6)  | 17,1 (62,8)  | 20,2 (68,4) | 23,6 (74,5)  | 26,7 (80,1) | 26,9 (80,4)  | 24,3 (75,7)  | 20,8 (69,4)   | 16,3 (61,3)   | 13,7 (56,7) | 19,2 (66,6)    |
| Просек, °C (°F)            | 7,9 (46,2)   | 8,6 (47,5)   | 10,1 (50,2)  | 12,5 (54,5)  | 15,8 (60,4) | 19,3 (66,7)  | 22,1 (71,8) | 22,1 (71,8)  | 19,7 (67,5)  | 16,1 (61)     | 11,6 (52,9)   | 8,8 (47,8)  | 14,6 (58,3)    |
| Средњи минимум, °C (°F)    | 3,2 (37,8)   | 4,0 (39,2)   | 5,5 (41,9)   | 8,0 (46,4)   | 11,4 (52,5) | 14,9 (58,8)  | 17,4 (63,3) | 17,4 (63,3)  | 15,1 (59,2)  | 11,4 (52,5)   | 7,0 (44,6)    | 4,0 (39,2)  | 9,9 (49,8)     |
| Количина падавина, mm (in) | 88,7 (34,92) | 92,3 (36,34) | 74,6 (29,37) | 69,3 (27,28) | 50,3 (19,8) | 40,2 (15,83) | 16,7 (6,57) | 36,0 (14,17) | 61,8 (24,33) | 121,2 (47,72) | 117,3 (46,18) | 89,4 (35,2) | 857,7 (337,68) |
| [ тражи се извор ]         |              |              |              |              |             |              |             |              |              |               |               |             |                |

## Демографија
| 1962.  | 1968.  | 1975.  | 1982.  | 1990.  | 1999.  | 2006.  | 2011.  |
| ------ | ------ | ------ | ------ | ------ | ------ | ------ | ------ |
| 58.079 | 67.152 | 70.527 | 72.259 | 68.676 | 67.304 | 70.610 | 72.607 |

## Партнерски градови
- Кувајт
- Saanen
- Лондонска општина Кенсингтон и Челси
- Шизуока
- Мадрид
- Беверли Хилс
- Тел Авив
- Sanya
- Акапулко
- Khemisset
- Amsterdam

## Галерија
- статуа
- тврђава